# Сражение на Свентане
Сражение на Свентане (сражение при Борнхёведе; нем. Schlacht auf dem Sventanafeld) — состоявшееся в 798 году на «поле Свентана» (около современного Борнхёведа) сражение, в котором объединённое войско славян-ободритов и франков под командованием князя Дражко и государева посланца Эбуриса разгромило войско саксов-нордальбингов. Последнее крупное сражение Саксонских войн 772—804 годов.

## Исторические источники
Основными историческими источниками о сражении на Свентане являются франкские анналы. Наиболее подробные сведения об этом событии содержатся в «Лоршских анналах» и «Анналах королевства франков». О франкско-саксонских отношениях того времени также сообщается в «Хронике Муассака», «Фульдских аннала», «Кведлинбургских анналах», трудах Аймоина из Флёри, Саксонского анналиста, Сигеберта из Жамблу и в нескольких других раннесредневековых источниках. Вероятно, в основе всех этих свидетельств лежал отчёт, представленный королю франков Карлу Великому его посланцем (в анналах — легатом) Эбурисом.

## Предыстория
Начиная с V века правители Франкского государства пытались завоевать Саксонию. При Карле Великом притязания франков на земли саксов значительно активизировались. Это привело к продолжавшемуся 32 года вооружённому конфликту, известному под названием Саксонские войны.
В 770-х — 790-х годах франки неоднократно совершали походы в Саксонию, поставив под свой контроль бо́льшую часть её территории. Однако установлению твёрдой власти Карла Великого над захваченными землями не помогали ни массовые казни саксов, ни их переселение в другие области Франкского государства, ни проводимая при покровительстве короля христианизация местного населения. Хотя саксы в сражениях с франками чаще всего терпели поражения на поле боя (например, в сражениях при Детмольде и на Хазе), они раз за разом восставали против завоевателей.
Пытаясь укрепить свою власть над саксами, Карл Великий начал использовать против них ободритов, их «старинных врагов». В «Лоршских анналах» славянские князья — сначала Вышан, а затем Дражко — называются вассалами короля франков («наши славяне»; лат. Sclavi nostri), в то время как в «Анналах королевства франков» ободриты упоминаются как франкские союзники («были ими сразу приняты в союз»; лат. semel ab eis in societatem recepti sunt).

## Сражение
В начале 798 года населявшие Нордальбингию саксы опять восстали. Мятежники схватили находившихся в гау Штормарн, Дитмаршен и Гольштейн государевых посланцев, в том числе графа Готшалька, возвращавшегося из посольства к правителю Ютландии Сигфреду. Часть пленных была казнена, а часть удержана для получения выкупа. Весной 798 года против восставших с большим войском выступил сам Карл Великий. Франки разорили земли между реками Везер и Эльба, однако король отказался от дальнейшего личного участия во вторжении в Саксонию, поручив усмирение мятежа князю ободритов Дражко. В качестве королевских представителей к славянам были направлены несколько знатных франков во главе с Эбурисом, а также, вероятно, отряд франкских воинов.
Сведения франкских анналов расходятся в том, кто из противников был атакующей стороной: часть упоминают саксов как народ, вторгнувшийся в земли ободритов, часть указывают славян как инициаторов битвы. Вероятно, второе мнение более достоверно, так как место, где сошлись для сражения обе армии — «поле Свентана» («Святое поле»; нем. Schwentine field), находившееся около реки Швентине и селения Борнхёвед — располагалось в населённых саксами землях. Возглавлявшиеся Эбурисом франки составляли правый фланг объединённого войска, в то время как Дражко командовал остальной, большей, его частью. В произошедшей «великой битве» саксы потерпели сокрушительное поражение. По свидетельству одних франкских анналов, на поле боя пал 2901 сакс, по другим, число погибших саксов составило 4000 воинов. Остальные саксы в беспорядке бежали, при этом многие из них также погибли или были пленены и казнены.

## Последствия
Карл Великий щедро наградил князя Дражко за проявленную тем по отношению к франкам верность. В течение следующих шести лет многие саксы были выселены из Нордальбингии, а их земли переданы ободритам.
Хотя сопротивление франкскому завоеванию в отдалённых районах Саксонии ещё некоторое время продолжалось, после поражения на Свентане саксы уже не пытались вступать с франками в крупномасштабные сражения. Окончательное усмирение саксов датируется 804 годом. С этого времени основными противниками франков на северных границах их государства стали даны короля Годфреда.

## Комментарии
1. ↑  Позденее здесь состоялись ещё два сражения: в 1227 году и в 1813 году[англ.][13].